# ヒルライアン
ヒル ライアン（Rian HILL,1993年〈平成5年〉6月3日 - ）は、愛知県出身のバスケットボール指導者、選手である。ヒル 理奈（ヒル りな、Rina HILL）の名前で女性選手として活動していたが、引退後の2020年にトランスジェンダーである旨のカミングアウトを行い、ヒル・ライアンに改名した。Bリーグ・熊本ヴォルターズ所属。

## 略歴
1993年、アメリカ人の父と日本人の母の間に生まれる。長久手ミニバスケットボールクラブに入団しミニバスケットボールを始め、小学校6年生だった2005年の東海大会では3位入賞。長久手市立南中学校進学後の2007年と2008年には愛知県選抜チームの一員として都道府県対抗ジュニアバスケットボール大会に出場した。
2008年には桜花学園高等学校に進学、2009年にはU-16日本代表としてアジア選手権準優勝、翌2010年にはU-17ワールドカップ5位、U-18アジア選手権に貢献した。
桜花学園高校卒業後、アメリカの大学進学を目指しIMGアカデミーに入学、2013年にはNCAA・ルイジアナ州立大学に入学する。大学ではNCAAトーナメントに3度出場、特に2013-14シーズンにはベスト16に進出した。
2017年の大学卒業後、2020年東京オリンピック出場とWNBAでのプレイを目標としたヒルは
、まずオリンピック出場を見据えて日本国内で活躍することが代表選出への近道と考えWJBL・トヨタ自動車アンテロープスに入団する。しかし初年度となる2017-18シーズンは試合に出場できず、2018-19シーズンもレギュラーシーズン4試合の出場に留まった。2019シーズン終了をもって引退。
引退直後の2019年夏よりカンボジアでボランティア活動を行う。この活動を通し、10歳頃から抱えていた自身の性別への違和感に向き合ったヒルは、翌2020年9月に帰国し、直後に乳腺摘出手術を受ける。同年10月11日、自身のSNSで、性自認が男性であることを手術前のセミヌード写真と共にカミングアウト。この日はカミングアウトデーであるとともに、LGBTQに関する活動の拠点である『プライドハウス東京レガシー』が開設された日であり、ヒルはトランスジェンダーの当事者として情報発信を行っていく意向を示した。
2021年6月、熊本ヴォルターズの通訳兼アシスタントコーチに就任し、一年間務める。
2022-23シーズンは長崎ヴェルカのアシスタントコーチ兼通訳を務めた。
2023-24シーズンは熊本へ復帰し、アシスタントコーチへ就任した。

## 参考資料
1. 1 2 3  “ヒル理奈”.   Wリーグ. 2021年7月10日閲覧。
2. 1 2  “Nagakute M.B.C.”. 2021年7月10日閲覧。
3. ↑  宮地陽子 (2017年4月4日). “海外日本人選手奮闘記 ヒル理奈（ルイジアナ州大）”. バスケットボールキング.   フロムワン. 2021年7月10日閲覧。
4. ↑  “トヨタ自動車アンテロープス ヒル理奈 × 三好南穂 × 長岡萌映子 新天地で輝く ～24歳のリスタート～”. バスケットボールスピリッツ (2019年7月2日). 2021年7月10日閲覧。
5. ↑  佐藤春佳 (2020年10月11日). ““女性”の身体に「ありがとう」 元プロバスケ選手がトランスジェンダーをカミングアウトした理由”. Number.   文藝春秋. 2021年7月10日閲覧。
6. ↑  『ヒルライアン氏 2021-22シーズン通訳兼アシスタントコーチ就任のお知らせ』（プレスリリース）熊本ヴォルターズ、2021年6月23日。2021年7月10日閲覧。
7. ↑  『ヒルライアン アシスタントコーチ兼通訳 契約合意（新規）のお知らせ』（プレスリリース）長崎ヴェルカ、2022年6月30日。2022年6月30日閲覧。
8. ↑  “2023-24シーズン チームスタッフ契約のお知らせ”. 熊本ヴォルターズ (2023年6月19日). 2023年6月22日閲覧。